# Cruzville, Novi Meksiko
Cruzville je popisom određeno mjesto u okrugu Catronu u američkoj saveznoj državi Novom Meksiku. Prema popisu stanovništva SAD 2010. ovdje je živjelo 72 stanovnika.

## Zemljopis
Nalazi se na 33°48′26″N 108°39′55″W / 33.80722°N 108.66528°W 
Prema Uredu SAD-a za popis stanovništva, zauzima 6,6 km2 površine, sve suhozemne.
Nalazi se u Nacionalnoj šumi Apache.

## Stanovništvo
Prema podatcima popisa 2010. ovdje su bila 72 stanovnika, 31 kućanstava od čega 18 obiteljskih, a stanovništvo po rasi bili su 97,2% bijelci, 0,0% "crnci ili afroamerikanci", 1,4% "američki Indijanci i aljaskanski domorodci", 0,0% Azijci, 0,0% "domorodački Havajci i ostali tihooceanski otočani", 0,0% ostalih rasa, 1,4% dviju ili više rasa. Hispanoamerikanaca i Latinoamerikanaca svih rasa bilo je 25,0%.

## Vanjske poveznice
- Fotografija škole u Cruzvilleu School koju je sagradila Works Progress Administration 1938.